# Škola ro(c)ku (seriál)
Škola ro(c)ku (v anglickém originále School of Rock) je americký hudebně-komediální televizní seriál, který vytvořili Jim Armogida a Steve Armogida. Je založený na stejnojmenném filmu z roku 2003. Byl vysílán na stanici Nickelodeon od 12. března 2016 do 8. dubna 2018. Vznikly celkem 3 řady se 45 díly.

## Obsazení

### Hlavní role
- Breanna Yde jako Tomika (český dabing: Klára Nováková)
- Ricardo Hurtado jako Freddy Huerta (český dabing: David Štěpán)
- Jade Pettyjohn jako Summer Hathaway (český dabing: Adéla Nováková)
- Lance Lim jako Zack Kwan (český dabing: Jindřich Žampa)
- Aidan Miner jako Lawrence Dooley (český dabing: Jakub Nemčok)
- Tony Cavalero jako Dewey Finn (český dabing: Filip Švarc)
- Jama Williamson jako Ředitelka Mullinsová (od 2. řady), (český dabing: René Slováčková)

### Vedlejší role
- Jama Williamson jako Ředitelka Mullinsová (1. řada), (český dabing: René Slováčková)
- Ivan Mallon jako Clark O'Shannon
- Jade Holden jako Jade Holden (1. řada)
- Haley Powell jako Esmeralda
- Brec Bassinger jako Kale (2.-3. řada)
- Will Kindrachuk jako Asher (od 2. řady)
- Pete Wentz jako Colin Stuebner (1. řada)
- Kendall Schmidt jako Justin
- Sam Horrigan jako Vince (1. řada)
- Vernee Watson jako Paní Calpakisová
- David Pressman jako Místopředseda Sternhagen
- Sydney Mikayla jako Olive (2.-3. řada)
- Augie Isaac jako Julian (3. řada)
- Jojo Siwa jako Audrey (3. řada)

### Hostující role
- Tamara Mello jako Eva Huerta (3. řada)
- Parris Mosteller jako Dylan (3. řada)
- Edie Mothersbaugh jako Karen (3. řada)
- Jalen Major jako Scott (3. řada)
- Victoria Grace jako Susan (3. řada)
- Chelsea Ricketts jako Cricket (3. řada)
- Hey Violet (3. řada)
- J. Elaine Marcos jako Paní Ellisonová (3. řada)
- Mindy Sterling jako Gloria (3. řada)
- Lilimar jako Erika (3. řada)
- Annie Cavalero jako Buffy Bonavita (3. řada)
- Jack Griffo jako Slade (3. řada)

### Speciální hosté
- Ashlyn Faith Williams jako Alison (1. řada)
- Kira Kosarin jako Princezna Oliviana (1. řada)
- Ryan Tedder jako Mick Bronson (2. řada)

## Vysílání
| Řada | Díly | Premiéra v USA   | Premiéra v USA  | Premiéra v ČR     | Premiéra v ČR     |
| Řada | Díly | První díl        | Poslední díl    | První díl         | Poslední díl      |
| ---- | ---- | ---------------- | --------------- | ----------------- | ----------------- |
| 1    | 12   | 12. března 2016  | 18. června 2016 | 25. září 2016     | 10. prosince 2016 |
| 2    | 13   | 17. září 2016    | 28. ledna 2017  | 16. července 2017 | 10. ledna 2017    |
| 3    | 20   | 8. července 2017 | 8. dubna 2018   | 16. července 2018 | 7. srpna 2018     |